# Tom Heinsohn
Thomas William Heinsohn, detto Tom (Jersey City, 26 agosto 1934 – Boston, 10 novembre 2020), è stato un cestista e allenatore di pallacanestro statunitense, professionista nella NBA.
È membro del Naismith Memorial Basketball Hall of Fame dal 1986 come giocatore, e dal 2015 come allenatore.

## Carriera

### Giocatore

#### College
Nel College of the Holy Cross diventò il miglior realizzatore con 1.789 punti totali con medie di 22,1 punti per partita.
Durante il suo ultimo anno mise a segno il record del college di 51 punti contro Boston College.

#### NBA
Nel 1956 Heinsohn fu ingaggiato dai Boston Celtics. Nella sua prima stagione giocò anche un NBA All Star Game e ricevette il NBA Rookie of the Year Award e vinse il suo primo campionato NBA.
Prese parte a otto campionati vinti dai Boston Celtics dal 1956 al 1965.
Nella storia della NBA solo i suoi compagni di squadra Bill Russell e Sam Jones hanno vinto lo stesso numero di campionati NBA.
Nella sua carriera fu nominato 6 volte per l'NBA All Star Game. Nel 1966 il suo numero, il 15 fu ritirato dai Boston Celtics.

## Allenatore
Dopo la fine della sua carriera prese il posto sulla panchina della sua ex-squadra. Nella stagione 1972-73 portò la sua squadra al record di lega di 68 vinte e 14 perse e fu nominato coach dell'anno. nel 1974 e nel 1976 vinse altri due titoli con i Boston Celtics. Il suo record da allenatore è di 427 vinte e 263 perse.

## Statistiche

### NBA

#### Regular Season
| Anno       | Squadra        | PG  | PT | MP   | TC%  | 3P% | TL%  | RP   | AP  | PRP | SP | PP   |
| ---------- | -------------- | --- | -- | ---- | ---- | --- | ---- | ---- | --- | --- | -- | ---- |
| 1956-1957† | Boston Celtics | 72  | -  | 29,9 | 39,7 | -   | 79,0 | 9,8  | 1,6 | -   | -  | 16,2 |
| 1957-1958  | Boston Celtics | 69  | -  | 32,0 | 38,2 | -   | 74,6 | 10,2 | 1,8 | -   | -  | 17,8 |
| 1958-1959† | Boston Celtics | 66  | -  | 31,7 | 39,0 | -   | 79,8 | 9,7  | 2,5 | -   | -  | 18,8 |
| 1959-1960† | Boston Celtics | 75  | -  | 32,3 | 42,3 | -   | 73,3 | 10,6 | 2,3 | -   | -  | 21,7 |
| 1960-1961† | Boston Celtics | 74  | -  | 30,5 | 40,0 | -   | 76,7 | 9,9  | 1,9 | -   | -  | 21,3 |
| 1961-1962† | Boston Celtics | 79  | -  | 30,2 | 42,9 | -   | 81,9 | 9,5  | 2,1 | -   | -  | 22,1 |
| 1962-1963† | Boston Celtics | 76  | -  | 26,4 | 42,3 | -   | 83,5 | 7,5  | 1,3 | -   | -  | 18,9 |
| 1963-1964† | Boston Celtics | 76  | -  | 26,8 | 39,8 | -   | 82,7 | 6,1  | 2,4 | -   | -  | 16,5 |
| 1964-1965† | Boston Celtics | 67  | -  | 25,5 | 38,3 | -   | 79,5 | 6,0  | 2,3 | -   | -  | 13,6 |
| Carriera   | Carriera       | 654 | -  | 29,4 | 40,5 | -   | 79,0 | 8,8  | 2,0 | -   | -  | 18,6 |

#### Playoffs
| Anno     | Squadra        | PG  | PT | MP   | TC%  | 3P% | TL%  | RP   | AP  | PRP | SP | PP   |
| -------- | -------------- | --- | -- | ---- | ---- | --- | ---- | ---- | --- | --- | -- | ---- |
| 1957†    | Boston Celtics | 10  | -  | 37,0 | 39,0 | -   | 71,0 | 11,7 | 2,0 | -   | -  | 22,9 |
| 1958     | Boston Celtics | 11  | -  | 31,7 | 35,1 | -   | 77,8 | 10,8 | 1,6 | -   | -  | 17,5 |
| 1959†    | Boston Celtics | 11  | -  | 31,6 | 41,4 | -   | 66,1 | 8,9  | 2,9 | -   | -  | 19,9 |
| 1960†    | Boston Celtics | 13  | -  | 32,5 | 41,9 | -   | 75,0 | 9,7  | 2,1 | -   | -  | 21,8 |
| 1961†    | Boston Celtics | 10  | -  | 29,1 | 40,8 | -   | 76,7 | 9,9  | 2,0 | -   | -  | 19,7 |
| 1962†    | Boston Celtics | 14  | -  | 31,8 | 39,9 | -   | 76,3 | 8,2  | 2,4 | -   | -  | 20,7 |
| 1963†    | Boston Celtics | 13  | -  | 31,8 | 45,6 | -   | 76,5 | 8,9  | 1,2 | -   | -  | 24,7 |
| 1964†    | Boston Celtics | 10  | -  | 30,8 | 38,9 | -   | 81,0 | 8,0  | 2,6 | -   | -  | 17,4 |
| 1965†    | Boston Celtics | 12  | -  | 23,0 | 36,5 | -   | 62,5 | 7,0  | 1,9 | -   | -  | 12,7 |
| Carriera | Carriera       | 104 | -  | 31,0 | 40,2 | -   | 74,3 | 9,2  | 2,1 | -   | -  | 19,8 |

## Palmarès

### Giocatore
- NCAA AP All-America First Team (1956)
- NCAA AP All-America Third Team (1955)
- Campionato NBA: 8

Boston Celtics: 1957, 1959, 1960, 1961, 1962, 1963, 1964, 1965
- NBA Rookie of the Year (1957)
- 4 volte All-NBA Second Team (1961, 1962, 1963, 1964)
- 6 volte NBA All-Star (1957, 1961, 1962, 1963, 1964, 1965)

### Allenatore
- Campionato NBA: 2

Boston Celtics: 1974, 1976
- NBA Coach of the Year (1973)
- 4 volte allenatore all'NBA All-Star Game (1972, 1973, 1974, 1976)